# Discours des royaumes

Les Discours des Royaumes, Guoyu 國語 aussi appelé Chunqiu Waizhuan 春秋外傳 est un ouvrage chinois pré-impérial composé d’entretiens, de discours historiques distribués d’après les États chinois et autres, où se passèrent les événements qui en ont été l’occasion ou la cause. Ils sont répartis entre 21 livres dont les trois premiers sont consacrés au royaume de Zhou, le quatrième et le cinquième à l’État de Lu, le sixième à celui de Qi, les dix suivants à la principauté de Jin. Le seizième traité de l’État de Zheng, le dix-septième et le dix huitième du pays de Chu, le dix neuvième de la principauté de Wu ; les deux derniers enfin rapportent les discours de Yue. Le livre fait référence à des événements allant du voyage du roi Mu de Zhou en 990 av. J.-C. à l'anéantissement de Zhi bo en  453 av. J.-C.
On attribue en général sa rédaction à Zuo Qiuming.

## Table des matières
| # | Chinois | Traduction        |
| - | ------- | ----------------- |
| 1 | 周語    | Discours des Zhou |
| 2 | 魯語    | Discours du Lu    |
| 3 | 齊語    | Discours du Qi    |
| 4 | 晉語    | Livres du Jin     |
| 5 | 鄭語    | Livres du Zheng   |
| 6 | 楚語    | Livres du Chu     |
| 7 | 吳語    | Livres du Wu      |